# Moernering

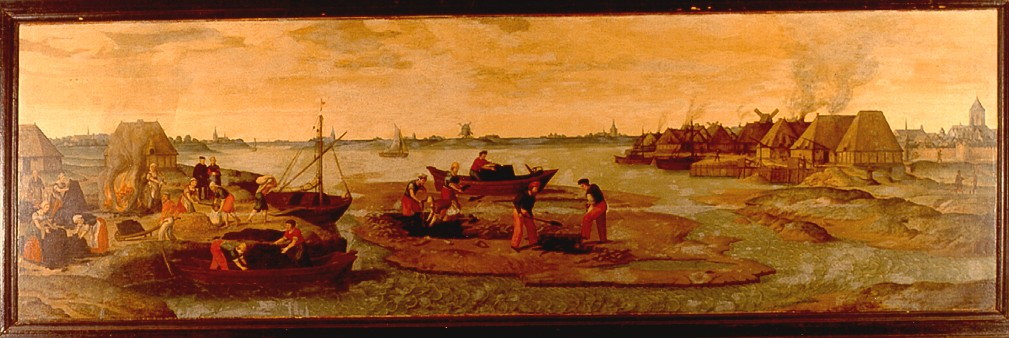
Darinck Delven, schilderij uit ~1540 waarin de verschillende stadia van de moernering te zien zijn. Stadhuismuseum Zierikzee

Moernering, selnering of darinkdelven is het afgraven van moer, ooit door de zee overspoeld veen, om daaruit door verbranding zout te kunnen winnen. Het is een typische economische activiteit voor de middeleeuwen en het begin van de moderne tijd. 

## Zouthandel
Het klimaat en lage zoutgehalte van de Noordzee stonden zoutwinning uit de zee niet toe, waardoor het meeste zout uit de Duitse en Franse gebieden moest komen, waar men diep in de bergen steenzout won. In de Nederlanden was zout schaars en kostbaar, mede door de lange aanvoerwegen voor de zouthandel. 

## Darinkdelven
In gebieden waar het veen doordrenkt was geweest met zeewater en daardoor rijk aan natrium was kon zout gewonnen worden. De naam voor een dergelijke laag veen die zich onder zeeklei of zand bevindt is darink. Deze werd uitgegraven en verbrand in een speciale oven. De overgebleven as werd met water uitgekookt, waarna zout overbleef. Dit proces heet selnering of zelnering, een naam waar het Latijnse woord sal, dat 'zout' betekent, in te herkennen is.
In de 13e eeuw werd de moernering een bloeiende industrie in de Lage Landen. Het in Zeeland, Zuid-Holland en westelijk Noord-Brabant gewonnen zout kon gemakkelijk concurreren met steenzout en vond in de Vlaamse steden een gewillig afzetgebied. 
Zoutproductie uit veen vond ook plaats in het noorden van Noord-Holland (zoals Wieringen) en in Friesland en Groningen (Oostdongeradeel, het Lauwersmeergebied en ten noorden van Kommerzijl).

## Voor- en nadelen
De zouthandel bracht grote rijkdom aan steden als Zierikzee, Reimerswaal, Steenbergen en Dordrecht. In het geval van Reimerswaal betekende de moernering haar uiteindelijke ondergang, omdat door het vele weggegraven darink de zee bij een dijkdoorbraak vrij spel had.
Moernering zorgde voor maaivelddaling die al in de 12e eeuw de ontwatering van het bedijkte oudland in Zeeland bemoeilijkte.
Minstens in de 14e eeuw werd de praktijk al gereglementeerd en ingeperkt, maar overtredingen kwamen regelmatig voor. Een aankondiging uit 1375 stelt:
[…] dat wi van deser tijt voert nemmermeer orlof gheven noch ghehengen en zullen, dat men eenige moerdiken of cornekoten utdelft erghent binnen vier milen na den utersten dike van Zuythollant".

[…] dat wij van nu af aan nooit meer toestaan of gedogen zullen dat men moerdijken of zoutketen uitgraaft binnen vier mijl van de buitendijk van Zuid-Holland.
Een moerdijk is een ringdijk waarbinnen het zoute veen afgegraven werd. De plaats Moerdijk ontleent hieraan zijn naam.
Het darinkdelven leidde er in 1421 toe dat de Sint-Elisabethsvloed grote verwoesting kon aanrichten. Diverse bepalingen volgden om de selnering in te dammen en het gevaar van dijkdoorbraken te bedwingen, zoals in 1477. In 1515 werd de selnering uiteindelijk verboden in Zeeland.